# Udara phoenix
Udara phoenix är en fjärilsart som beskrevs av Lambertus Johannes Toxopeus 1928. Udara phoenix ingår i släktet Udara och familjen juvelvingar. Inga underarter finns listade i Catalogue of Life.